# عربستان سعودی
عَرَبِستانِ سَعودی (به عربی: ٱلسُّعُوْدِیَّة) با نام رسمی پادشاهی عربستان سعودی (به عربی: ٱلْمَمْلَکَة ٱلْعَرَبِیَّة ٱلسُّعُوْدِیَّة) کشوری در شبه‌جزیرهٔ عربستان در غرب آسیا است. این کشور دارای مساحتی در حدود ۲٬۱۵۰٬۰۰۰ کیلومتر مربع (۸۳۰٬۰۰۰ مایل مربع) است که آن را به پنجمین کشور پهناور در آسیا، دومین کشور پهناور در جهان عرب و پهناورترین کشور در غرب آسیا تبدیل می‌کند. کشورهای اردن، عراق و کویت از شمال، قطر و امارات متحده عربی از شرق، عمان از جنوب شرقی، و یمن از جنوب با عربستان هم‌مرز هستند. بحرین کشوری جزیره‌ای در ساحل شرقی این کشور می‌باشد. عربستان از غرب به دریای سرخ، از شمال غربی به خلیج عقبه، و از شمال به خلیج فارس منتهی می‌شود. عربستان سعودی تنها کشوری است که دارای خط ساحلی در امتداد دریای سرخ و خلیج فارس است و بیشتر اراضی آن از صحرای خشک، دشت، استپ و کوهستان تشکیل شده است. پایتخت و بزرگ‌ترین شهر این کشور ریاض است. شهرهای مکه و مدینه که دو مکان مقدس در اسلام به‌شمار می‌روند، در این کشور قرار دارند.
سرزمینی که عربستان امروزی را تشکیل می‌دهد، پیش از اسلام محل چندین فرهنگ و تمدن باستانی بوده است. دوران پیشاتاریخی عربستان برخی از اولین آثار فعالیت انسانی در جهان را نشان می‌دهد. دومین دین بزرگ جهان، اسلام، در جایی که اکنون عربستان سعودی نامیده می‌شود ظهور کرد. در اوایل سدهٔ هفتم میلادی، پیامبر اسلام محمد جمعیت شبه‌جزیرهٔ عربستان را متحد کرد و یک نظام دینی واحد اسلامی ایجاد کرد. پس از مرگ محمد در سال ۶۳۲، پیروان او به سرعت قلمرو تحت حاکمیت مسلمانان را فراتر از عربستان گسترش دادند، به‌طوری که در عرض چند دهه سرزمین‌هایی از شبه‌جزیره ایبریا در غرب تا بخش‌هایی از آسیای مرکزی و جنوب آسیا در شرق تحت کنترل مسلمانان درآمد. سلسله‌های عرب برخاسته از عربستان امروزی، راشدین (۶۳۲–۶۶۱)، امویان (۶۶۱–۷۵۰)، عباسیان (۷۵۰–۱۲۵۸) را تأسیس کردند.
منطقهٔ عربستان سعودی امروزی قبلاً شامل چهار منطقهٔ تاریخی متمایز بود: حجاز، نجد، و بخش‌هایی از سرزمین بحرین (الاحساء) و عربستان جنوبی (عسیر). پادشاهی عربستان سعودی در سال ۱۹۳۲ توسط ملک عبدالعزیز (معروف به عبدالعزیز بن عبدالرحمن آل سعود) تأسیس شد. او در سال ۱۹۰۲ با تسخیر ریاض، چهار منطقه را در یک کشور واحد از طریق یک سلسله فتوحات متحد کرد. عربستان سعودی از آن زمان یک پادشاهی مطلقه بوده است، که در آن تصمیمات سیاسی بر اساس مشورت میان پادشاه و شورای وزیران اتخاذ می‌شود. جنبش مذهبی فوق محافظه‌کار وهابیت در اهل سنت به عنوان «ویژگی غالب فرهنگ سعودی» توصیف شده است، اگرچه قدرت تشکیلات مذهبی در دههٔ ۲۰۱۰ به میزان قابل توجهی از بین رفته است. عربستان سعودی در قانون اساسی خود را به عنوان یک حکومت اسلامی مستقل عرب معرفی می‌کند، که زبان رسمی آن، عربی است.
نفت خام در ۳ مارس ۱۹۳۸ کشف شد و توسط چندین مورد دیگر در استان شرقیادامه یافت. عربستان سعودی از آن زمان به دومین تولیدکنندهٔ بزرگ نفت جهان (پس از آمریکا) و بزرگ‌ترین صادرکنندهٔ نفت جهان تبدیل شده است، و دارای دومین ذخایر نفتی جهان و چهارمین ذخایر بزرگ گاز است. این پادشاهی به عنوان یک اقتصاد پردرآمد طبقه‌بندی می‌شود و تنها کشور عربی است که عضوی از گروه ۲۰ است. این حکومت به دلایل مختلفی مورد انتقاد قرار گرفته است، از جمله نقش آن در جنگ یمن، حمایت ادعایی از تروریسم اسلامی، و سوابق ضعیف حقوق بشری، از جمله استفاده از مجازات اعدام بیش از حد و اغلب غیرقانونی، عدم اتخاذ تدابیر کافی علیه قاچاق انسان، تبعیض علیه اقلیت‌های مذهبی و خداناباوران، از جمله یهودستیزی، و تفسیر خشک از احکام اسلام.

## تاریخ

### دوران باستان

اربایه یکی از ساتراپی‌های شاهنشاهی هخامنشی

اسکندر مقدونی پیش از مرگ ناگهانی خود در سال ۳۲۳ (پیش از میلاد)، قصد داشت شبه جزیره عرب را تصرف نماید و بعد از مدتی فرمانروایان دودمان بطلمیوسی مصر تا حدودی بر ینبع چیره شدند.  ولی نبطیان از چیرگی آن‌ها جلوگیری کردند. سپس این سرزمین در معرض جنگ‌های چیره‌جویانه حبشی‌ها و ایرانیان قرار گرفت.  در سده پنجم پس از میلاد، مکه از نظر اهمیت جایگزین شهر پترا در دوره نبطیان شده بود.

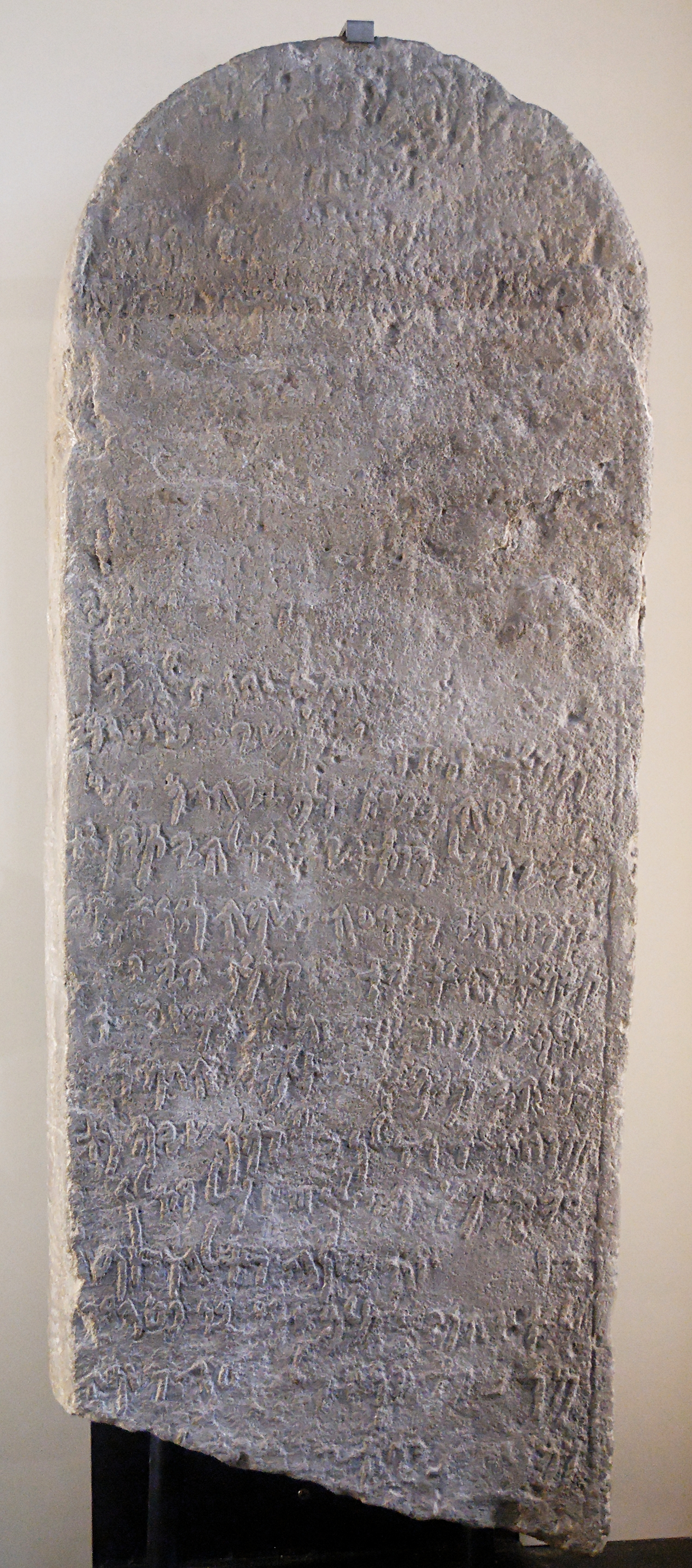
سنگ‌نبشته مسلة تیماء که هم‌اکنون در موزه لوور نگهداری می‌شود (۶ سده پیش از میلاد مسیح)

### پیش از اسلام
مردم عربستان پیش از اسلام زندگی بدوی و نخستین داشتند و قبیله‌های عرب برای امرار معاش به دامداری وابسته بودند.
بر پایه گفته قرآن، این سرزمین از زمان ساخته شدن کعبه به دست ابراهیم مورد توجه خداپرستان بوده است.  در دوران بت‌پرستی نیز بت‌های بزرگی در آن نگهداری می‌شده است.
با تولد محمد شبه جزیره عربستان مرکز پایه‌گذاری تمدن بزرگ اسلامی شد. در زمان زندگی محمد نخستین نظام سیاسی و اجتماعی پیشرفته برقرار شد. دین اسلام در زمان زندگانی او تقریباً در همه شبه جزیره عرب رواج یافت. پس از مرگ محمد، خلافت توسط ابوبکر، عمر بن خطاب، عثمان بن عفان و علی بن ابی‌طالب ادامه یافت. در این زمان، حکومتی همراه با قانون‌ها و مقررات به وجود آمده بود که رونق آن در سراسر جهان شهرت یافت.

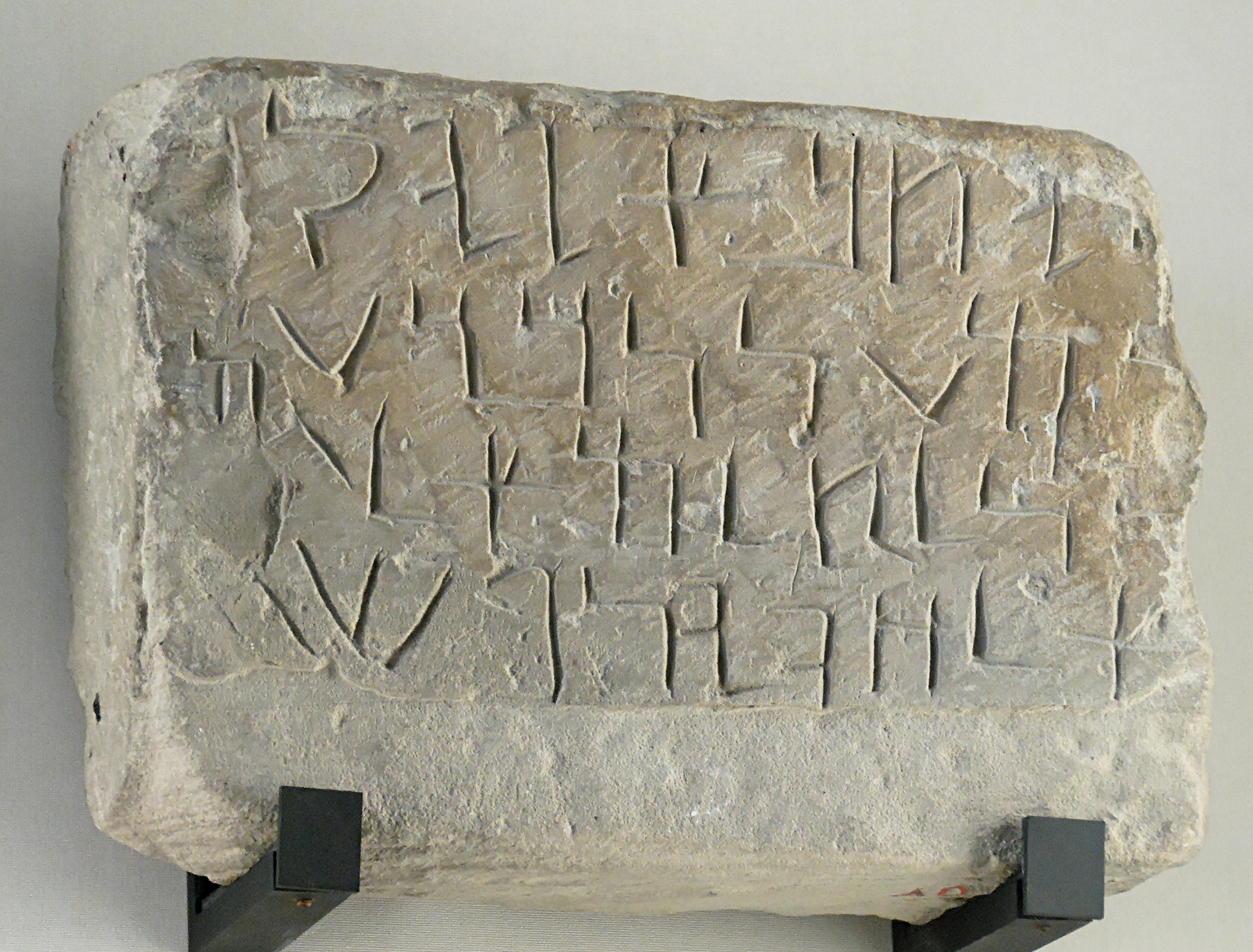
سنگ‌نوشته اِستِل سَلم در موزه لوور (۵ سده پیش از میلاد مسیح)

### پادشاهی سعودی
حکومت پادشاهی سعودی در سال ۱۷۵۰ به وسیله محمد بن سعود پایه‌ریزی شد. پس از وی ملک عبدالعزیز با پشتیبانی شیخ محمد بن عبدالوهاب، شهر ریاض را به تصرف درآورد. در زمان عبدالعزیز، استان عسیر، تهامه، حجاز، عمان، احساء، قطیف، زیاره، بحرین، وادی الدواسر، الخرج، محمل، وشم، سُدَیر، استان قصیم، المجمعه، منیح، رنیّه و تربة تحت تصرف وهابیان درآمد. سعود بن عبدالعزیز کشورگشایی‌های وهابیان را در شبه جزیره عربستان تا خلیج فارس ادامه داد. در زمان ابراهیم بن سعود، عربستان از مصر شکست خورد و طوسون پاشا، فرمانده سپاه مصر، مکه را فتح کرد. اما نتوانست در مدینه پیشروی کند و به قاهره بازگشت. پس از طوسون پاشا، برادرش ابراهیم محمد علی پاشا نجد را گرفت و خود را به درعیه (پایتخت آل سعود) رساند و آن را به محاصره درآورد. این بار نیز مقاومت وهابیان را بار دیگر در هم شکست. دوران فرمانروایی عبدالله بن سعود آل سعود، اوج نفوذ فرهنگ اروپا در عربستان بود تا این که عبدالله بن سعود شکست خورد و به دستور ابراهیم پاشا محکوم به اعدام شد. 
نخستین تلاش در زمینه برپایی دوباره فرمانروایی آل سعود توسط مشاری بن عبد الرحمن بن حسن بن مشاری آل سعود بود. پس از وی ترکی بن عبدالله آل سعود، ریاض را اشغال کرد. فیصل بن ترکی بن سعید ایجاد فرمانروایی دوم آل سعود را اعلام نمود. خالد بن سعود بن عبد العزیز آل سعود به فرمانروایی نجد منصوب شد اما عرب‌ها بر وی شوریده، او را از ریاض بیرون کردند. در دوران فرمانروایی عبدالله بن ثنیان بن ابراهیم آل سعود، مصر ارتش خود را از عربستان فراخواند. عبدالله بن فیصل بن ترکی بن عبدالله آل سعود با همدستی قبیله عجمان و سعود به بخش احساء حمله کرد. سعود بن فیصل بن ترکی آل سعود، قطیف را دوباره به سرزمین‌های سعودی افزود. عبدالرحمن بن فیصل به درگیری با فرمانروایی آل رشید پرداخت و سرانجام از آن‌ها شکست خورد و فرمان‌روایی دوم سعودی نیز از بین رفت.
فرمانروایی سوم سعودی را ملک عبدالعزیز بنیان نهاد و از ۱۹۰۲ تا ۱۹۵۳ حکومت کرد. پس از مرگ عبدالعزیز، پسران دیگرش با نام‌های سعود بن عبدالعزیز (حکومت ۱۹۵۳–۱۹۶۴) فیصل بن عبدالعزیز (حکومت ۱۹۶۴–۱۹۷۵) و خالد بن عبدالعزیز (۱۹۷۵–۱۹۸۲) و فهد بن عبدالعزیز (حکومت ۱۹۸۲–۲۰۰۵) در پی یکدیگر به پادشاهی رسیدند. فهد بن عبدالعزیز لقب خادم الحرمین الشریفین را برای خود برگزید. وی برای گسترش آیین وهابیت کوشش بسیار نمود و روابط و مناسبات سیاسی با جهان غرب ایجاد کرد. با مرگ فهد، برادرش عبدالله بن عبدالعزیز به پادشاهی عربستان رسید. عبدالله در ۲۳ ژانویه ۲۰۱۵ میلادی درگذشت و برادر و ولیعهد وی سلمان بن عبدالعزیز آل سعود به پادشاهی رسید.

## جغرافیا

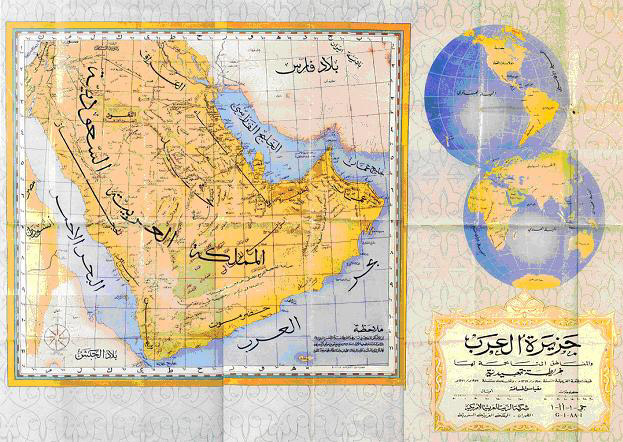
نقشه متعلق به شرکت ملی نفت عربستان ۱۹۵۲

کشور عربستان سعودی در منطقه استراتژیک خاورمیانه و هم‌مرز با خلیج فارس و دریای سرخ است. در جنوب این کشور، یمن جای دارد. همین دسترسی به آب‌های آزاد این امکان را برای این کشور به وجود آورده تا از دو سوی آن برای حمل‌ونقل‌های دریایی و واردات و صادرات استفاده شود. مرز دریایی این کشور را حدود ۲۶۴۰ کیلومتر برآورد کرده‌اند که بیشترین مرز آبی کشورهای منطقه است.
مساحت این کشور بخش بزرگی از شبه جزیره عربستان یعنی حدود ۸۵ درصد این شبه جزیره را تشکیل می‌دهد. عربستان‌سعودی با ۲ میلیون و ۱۴۹ هزار کیلومترمربع برابر با ۸۶۴ هزارو ۸۶۹ مایل مربع پهنا، بزرگ‌ترین کشور منطقه خاورمیانه است. این کشور ۳۰٪ بزرگتر از ایران، سه برابر فرانسه و چهار برابر عراق است. این کشور همچنین با عراق، اردن، کویت، عمان، قطر، یمن، امارات متحده عربی مرز یکسان دارد و از طریق پل به بحرین وصل است.
عربستان از نظر هندسی بیشتر به شکل یک مستطیل طولانی است به گونه‌ای که طولانی‌ترین قطر طولی این کشور که از خلیج عقبه شروع و تا بندر جده امتداد می‌یابد، ۲۲۶۰ کیلومتر است و قطر دیگر آن که عرضی است از بندر ظهران در کنار خلیج‌فارس در شرق شروع و تا بندر جده در کنار دریای سرخ ادامه دارد ۱۲۶۰ کیلومتر است. ربع الخالی که یک‌چهارم گستره شبه جزیره عرب را تشکیل می‌دهد، خالی از مردم است. بلندترین نقطه عربستان سعودی کوه سوداء با سه هزار و پانصد و پنجاه متر بلندی است.
جغرافیدانان، عربستان را به‌طور کلی به چهار منطقه و سه ناحیه تقسیم می‌کنند. ارتفاعات غربی که از خلیج عقبه آغاز و به حجاز و عسیر در جنوب پایان می‌یابد. منطقه نجد که در مرکز شبه‌جزیره عربستان است، منطقه احساء که در سواحل جنوبی خلیج‌فارس قرار دارد و در نهایت منطقه کویری و بیابانی که منطقه قابل توجهی از مساحت این کشور را پوشانده است. اما سه ناحیه عربستان را «تهامه» و «نجد» و «حجاز» نامیده‌اند که تهامه از سواحل دریای سرخ تا سرزمین نجران است. ناحیه نجد شامل منطقه وسیعی در مرکزیت عربستان است و کانون شکل‌گیری فرقه وهابیت و دولت سعودی است و سرانجام ناحیه حجاز که از شمال غربی آغاز و تا جنوب غربی کشور امتداد دارد و شهرهای مقدس مکه و مدینه و نیز بندر استراتژیک جده را دربر گرفته است.

### آب و هوا

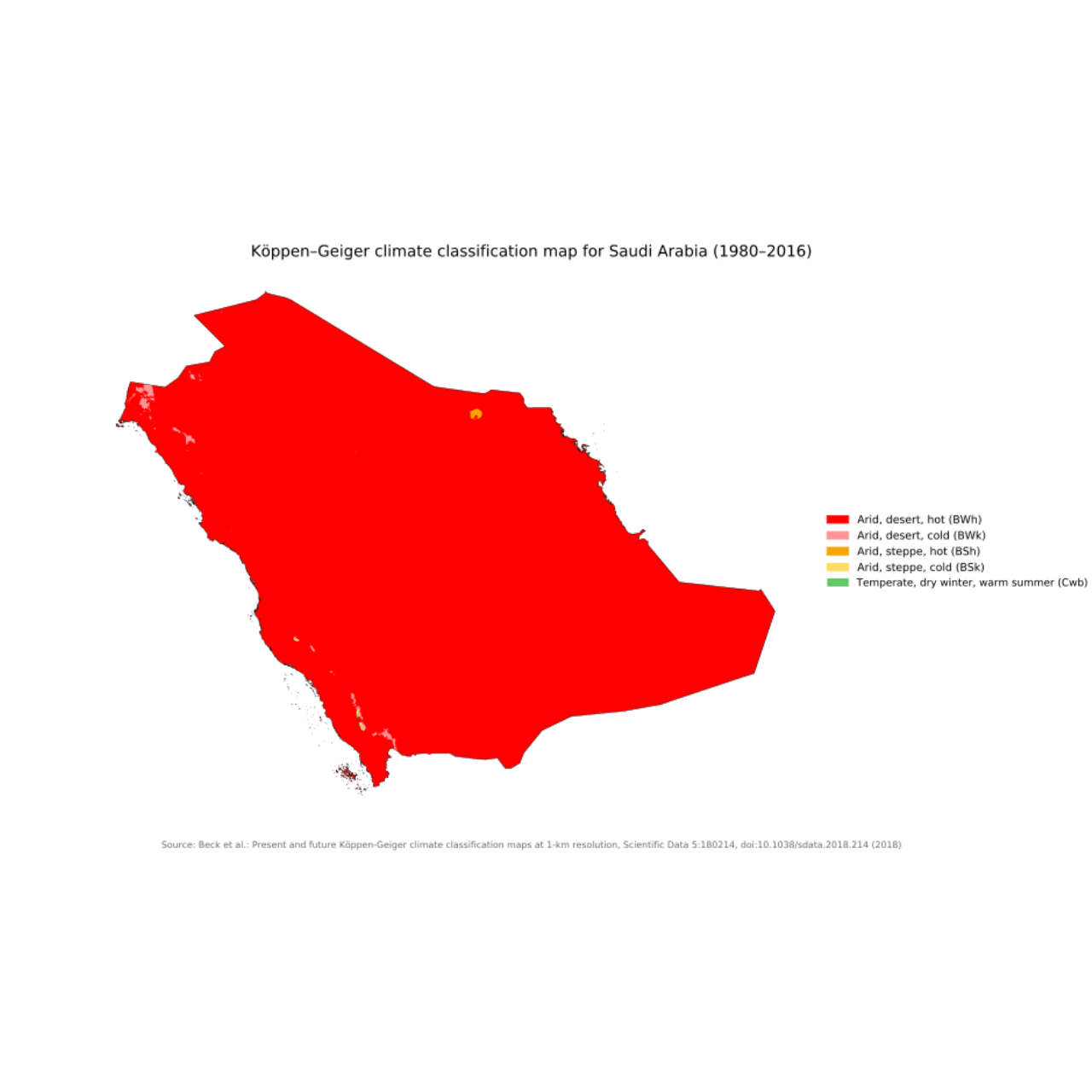
نقشه اقلیم عربستان سعودی توسط سامانه طبقه‌بندی اقلیمی کوپن

آب و هوای این سرزمین، اقلیم بیابانی است. تفاوت دمای شب و روز زیاد است. بیشتر زمین‌های آن را ریگستان تشکیل می‌دهد. اما حدود ۷۵ درصد از این وسعت را بیابان‌های خشک و بی‌آب و علف پوشانده‌اند. سه صحرای بزرگ «صحرای نفوذ»، «بیابان دهنا» و «ربع‌الخالی» مهم‌ترین کویرهای عربستان هستند.
دمای هوا در روزهای تابستان به‌طور متوسط ۴۵ درجه و در شب با اختلاف دمای زیاد نسبت به روز است. در بعضی مناطق کوهستانی حاشیه دریای سرخ و استان عصیر آب و هوا در ۸ ماه از سال نسبتاً مناسب است. اما سرما به ندرت به زیر صفر درجه سلسیوس می‌رسد. رخدادهای طبیعی چون طوفان شن بسیار روی می‌دهد.

### منابع طبیعی

آمار تعادل نفتی در عربستان سعودی

### حیات وحش

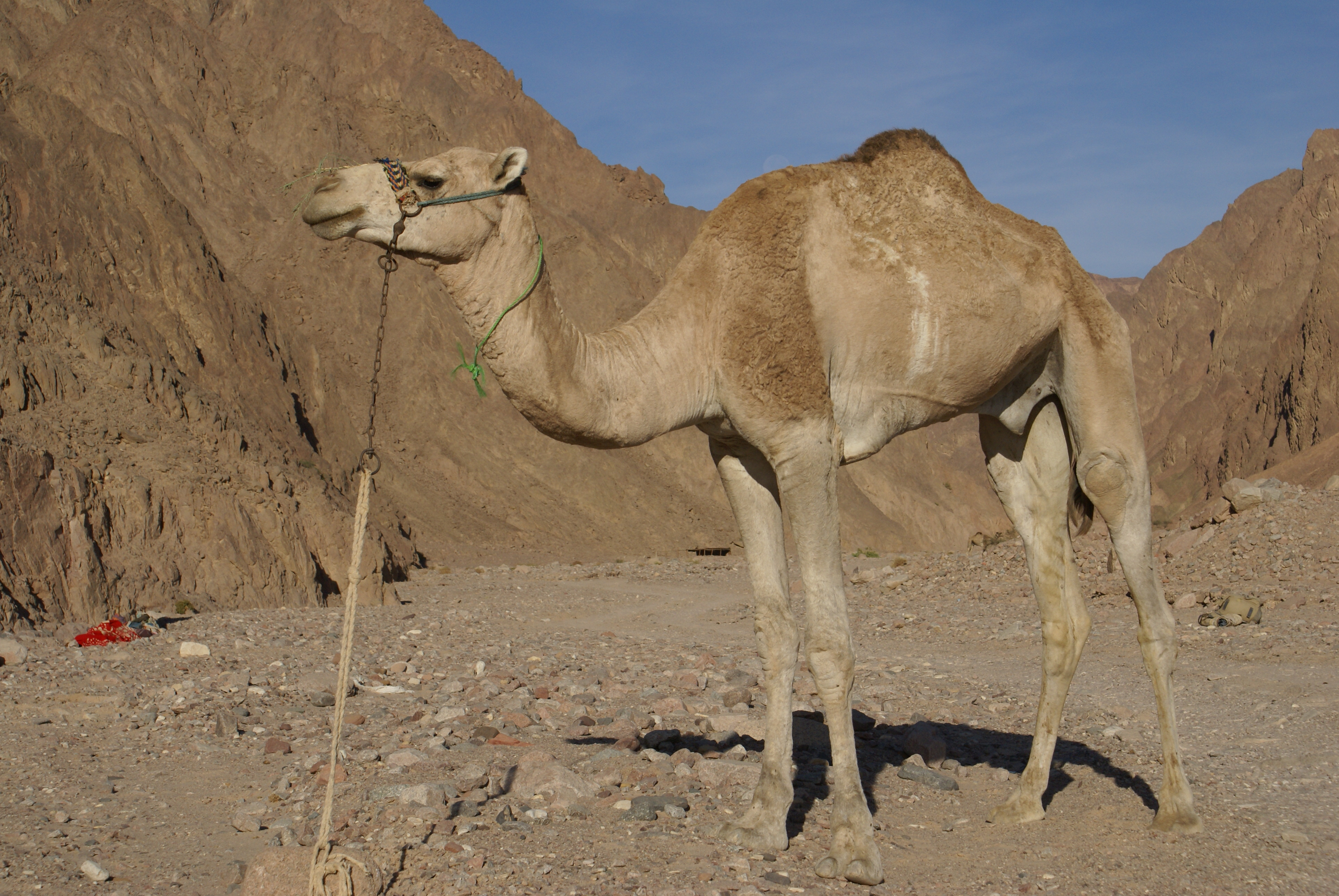
شتر یک‌کوهانه شناخته‌شده به‌عنوان جانور ملی عربستان سعودی

### واحد پول

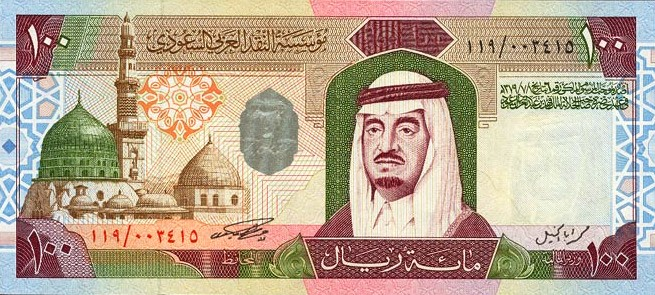
۱۰۰ ریال سعودی

### نفت

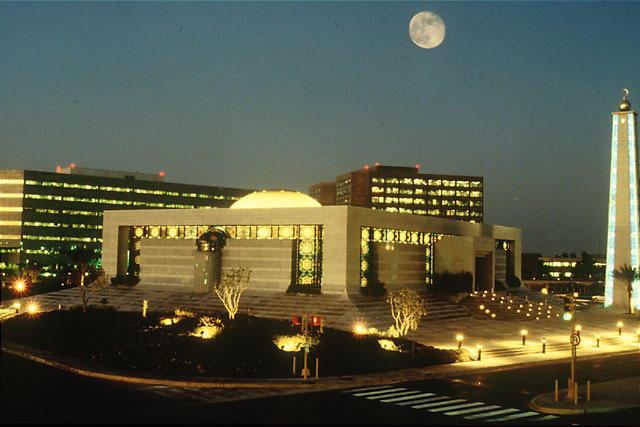
سعودی آرامکو شرکت دولتی نفت عربستان سعودی

### کشاورزی

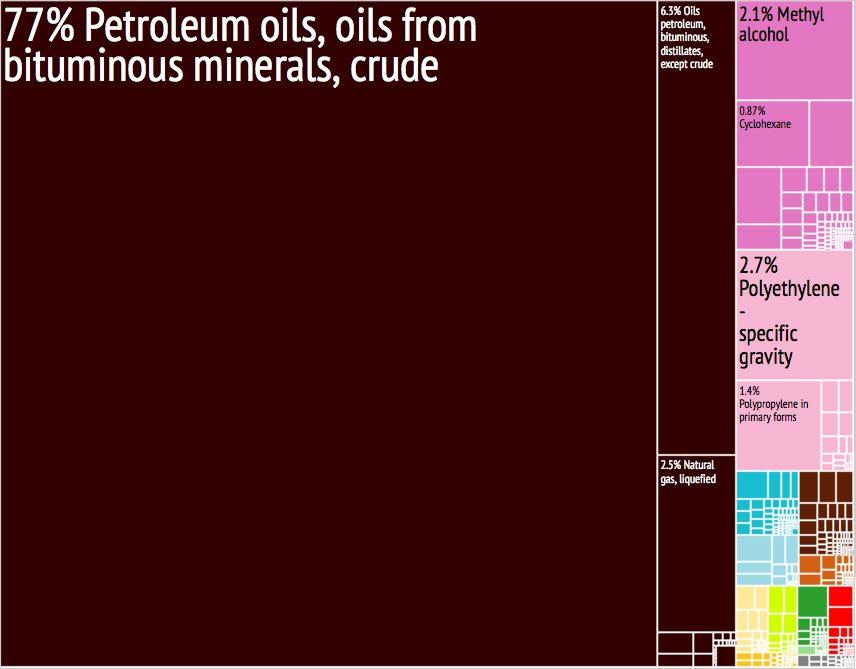
انواع صادرات عربستان سعودی

#### کرونا

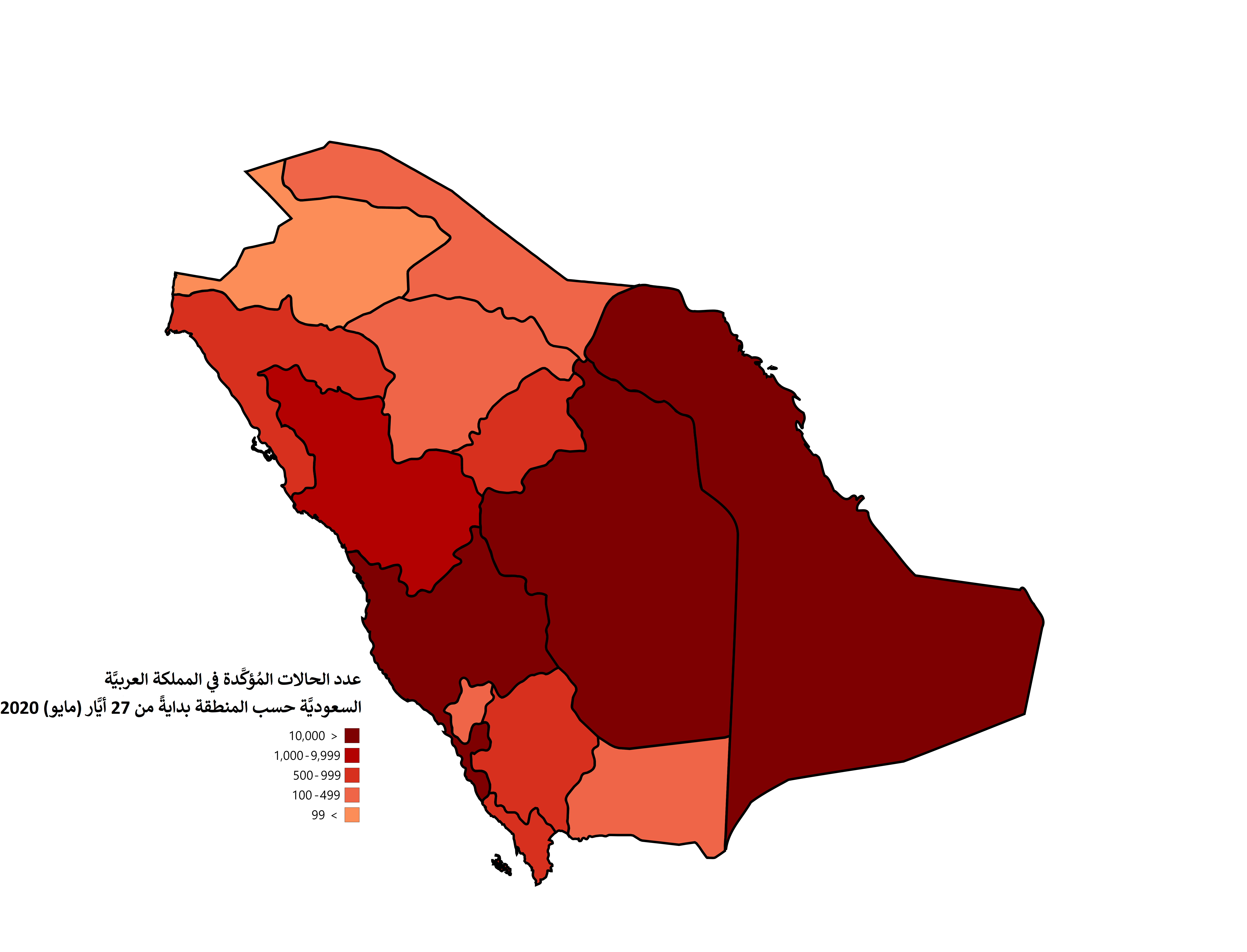
تعداد افراد مبتلاشده به کووید ۱۹ در مناطق مختلف عربستان سعودی

### ساختار

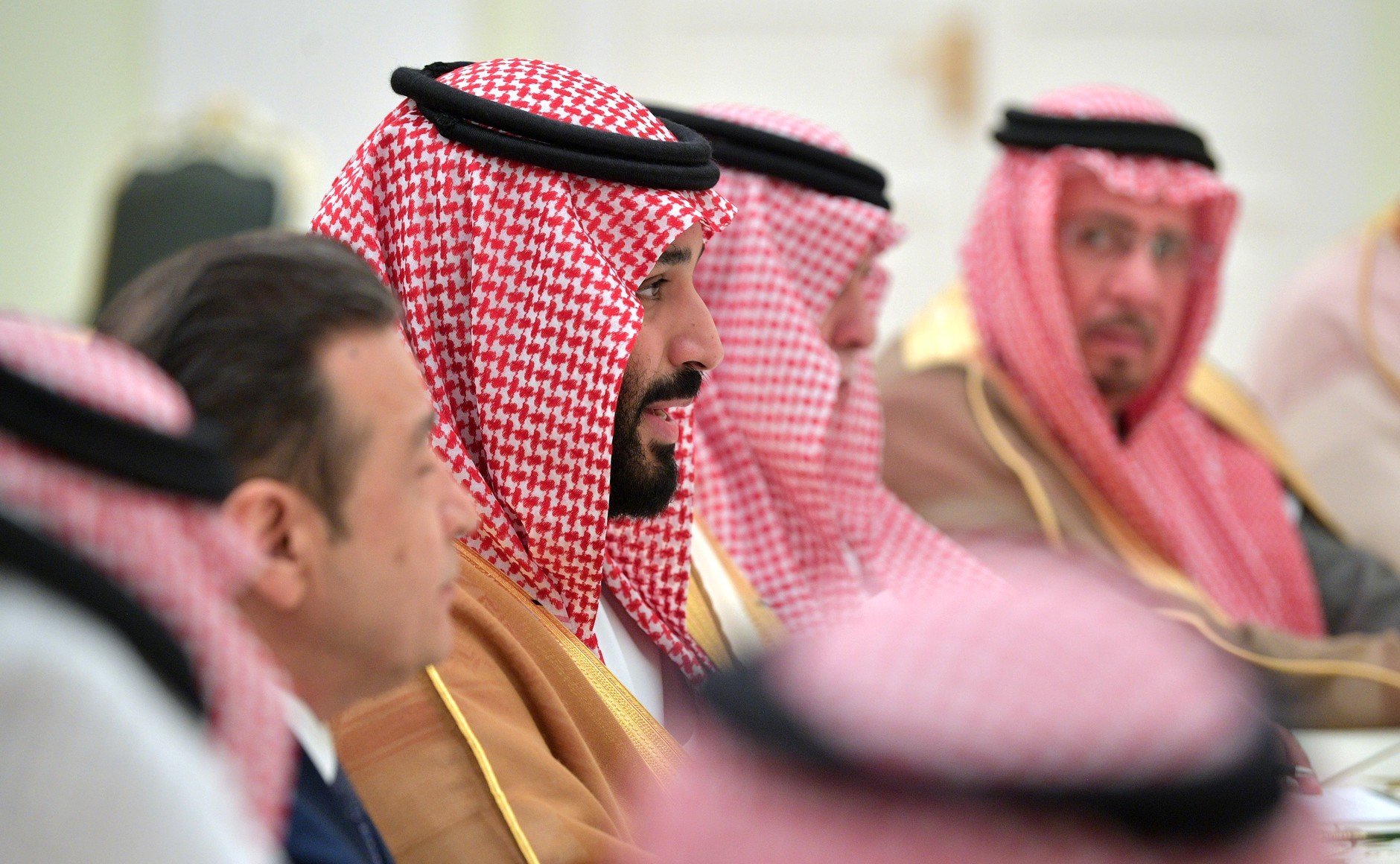
محمد بن سلمان و وزرای دولت سعودی

#### مجلس شورای سعودی

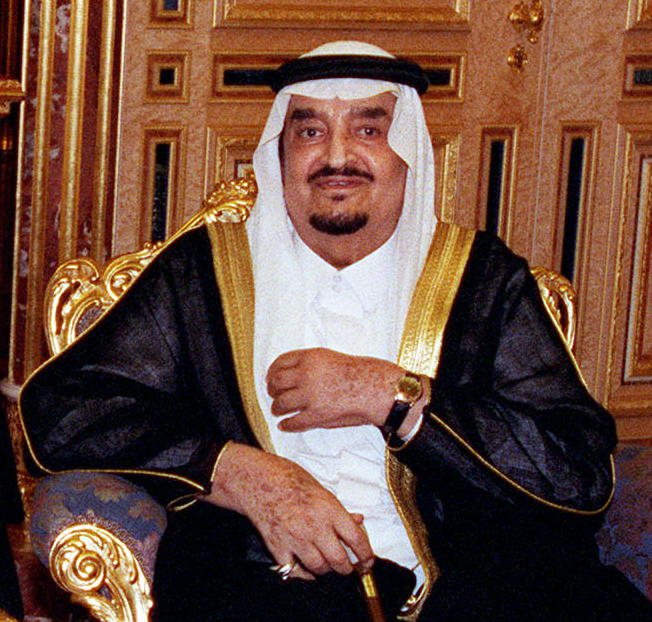
ملک فهد، نظام اساسی حکومترا در سال ۱۹۹۲ مطرح کرد.

### سیاست خارجی

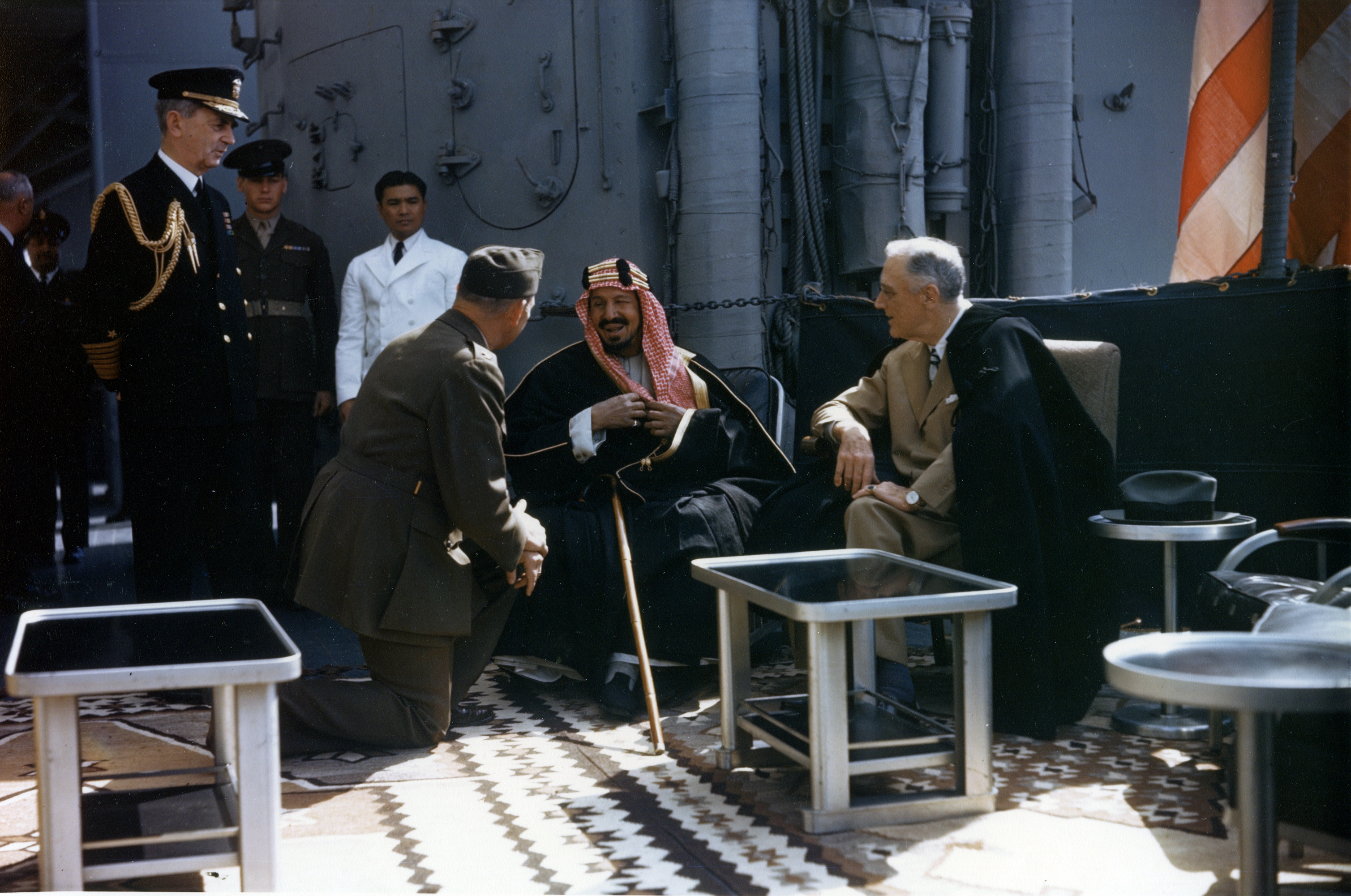
روزولت رئیس‌جمهور پیشین ایالات متحده به همراه شاه عبدالعزیز، بر روی ناو کشتی

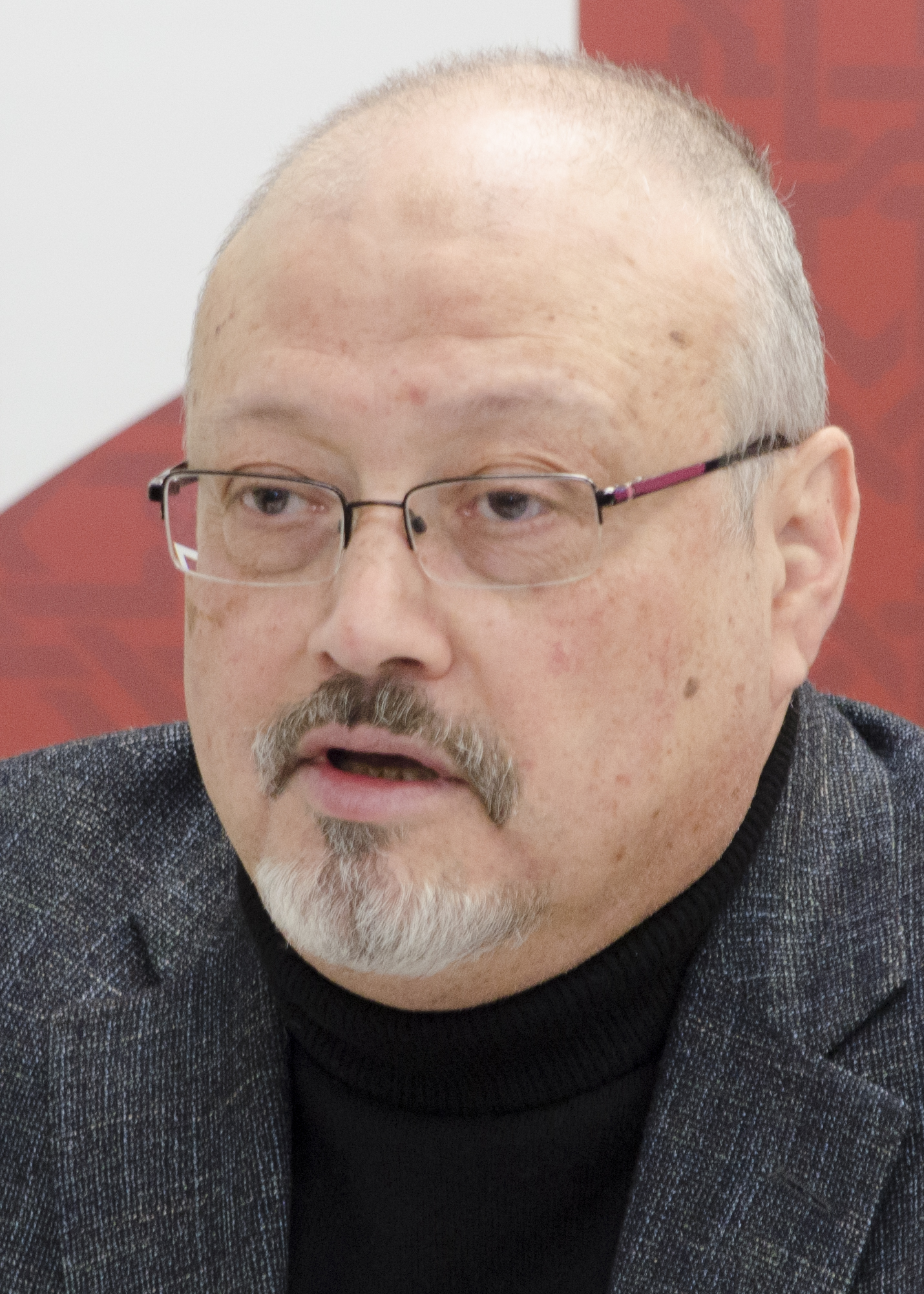
جمال خاشقجی پس از مخالفت‌ها با حکومت آل سعود، در کنسولگری عربستان در استانبول به قتل رسید.

### خاندان آل‌سعود

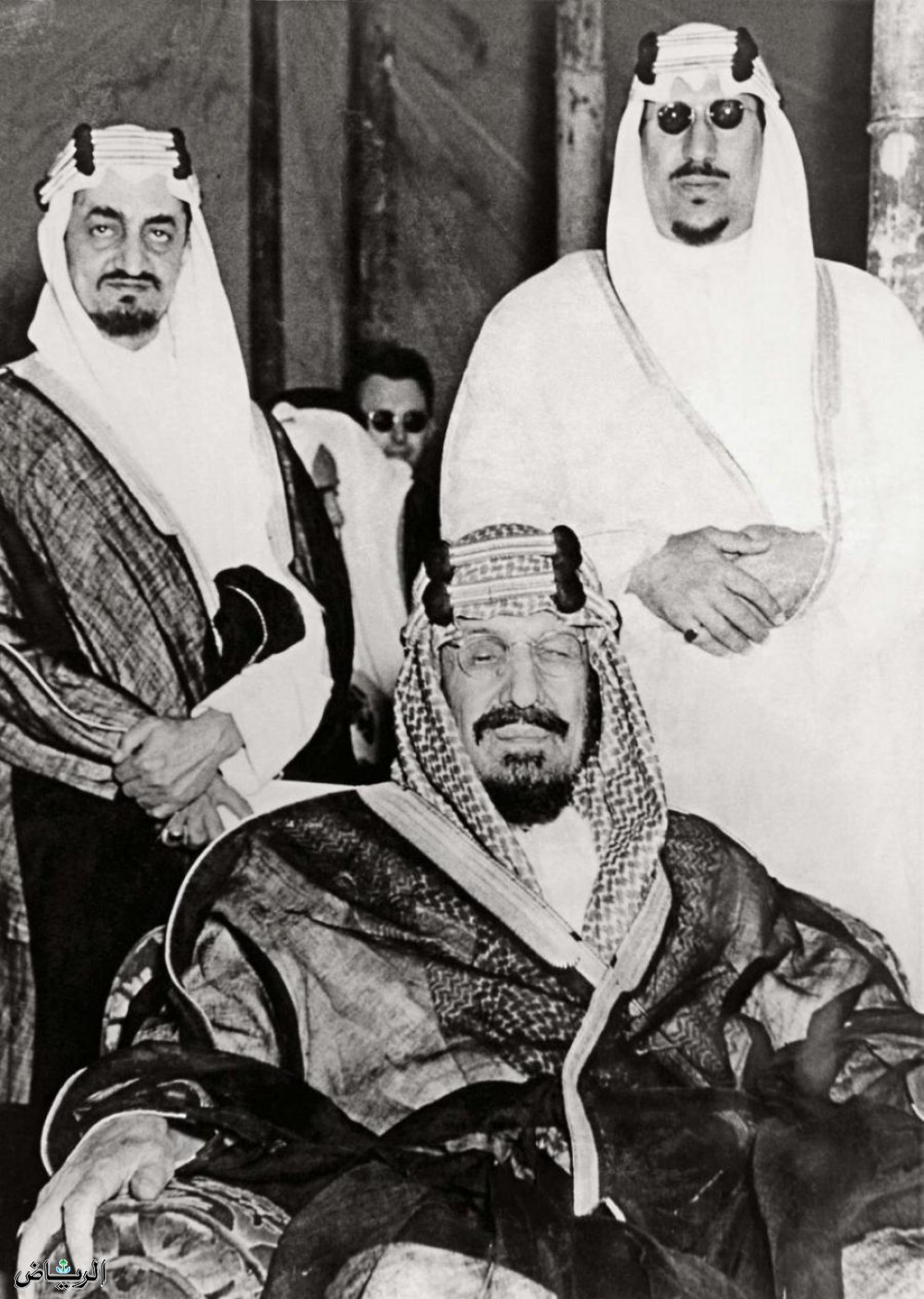
عبدالعزیز بن عبدالرحمن آل سعود نخستین پادشاه عربستان سعودی در کنار فیصل بن عبدالعزیز آل سعود و سعود بن عبدالعزیز آل سعود در دهه ۱۹۵۰ (میلادی)

## فرهنگ

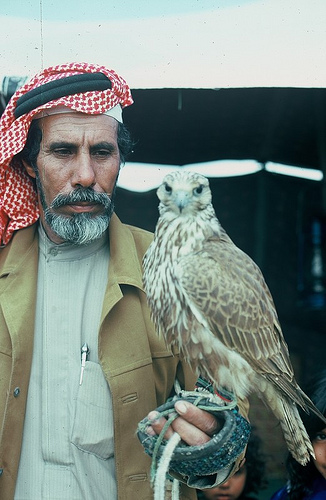
بازداری ورزش ملی عربستان سعودی

### وضع زنان

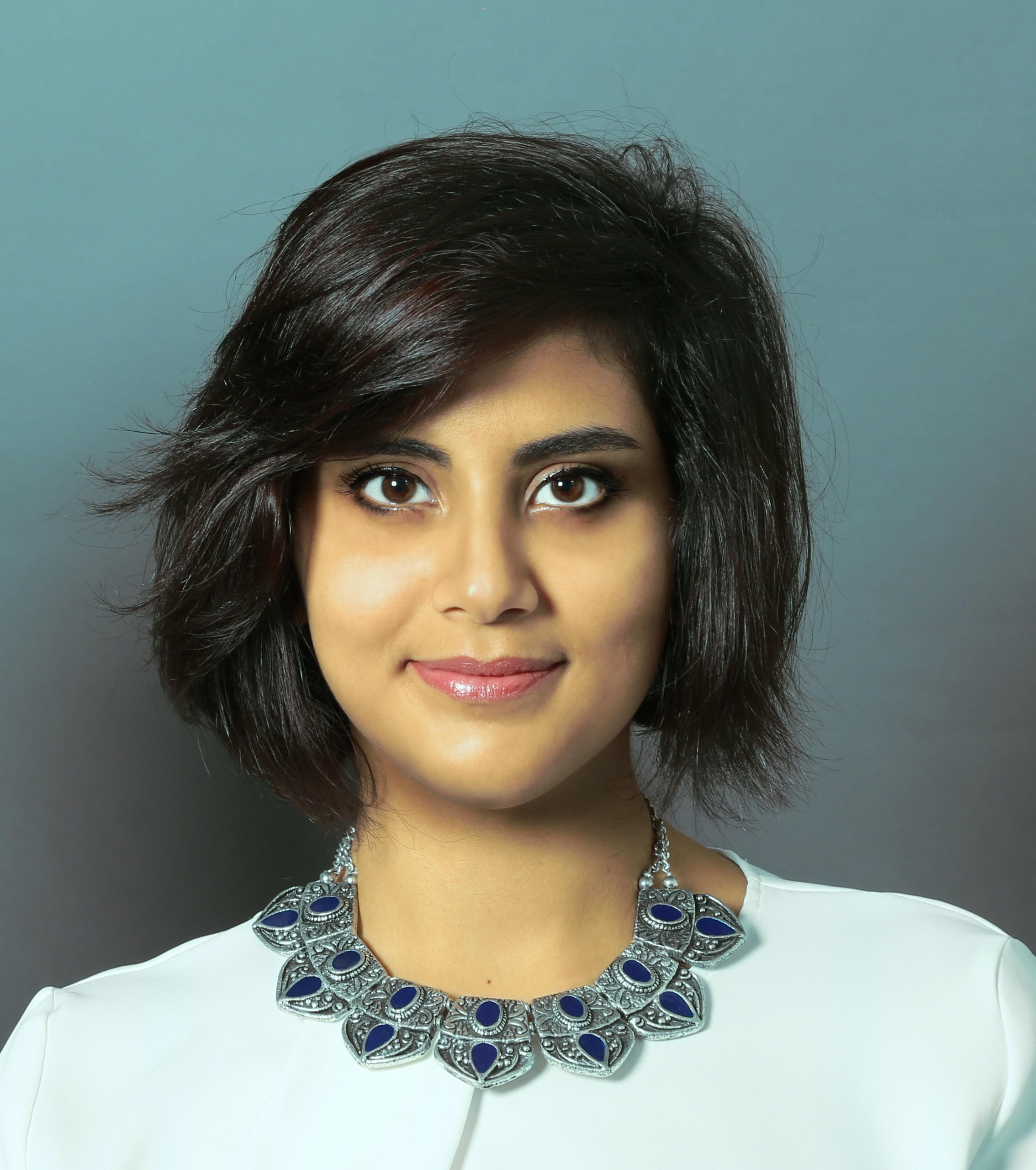
لوجین الحثلول، فعال حقوق زنان در ماه مه ۲۰۱۸ دستگیر شد

#### رانندگی

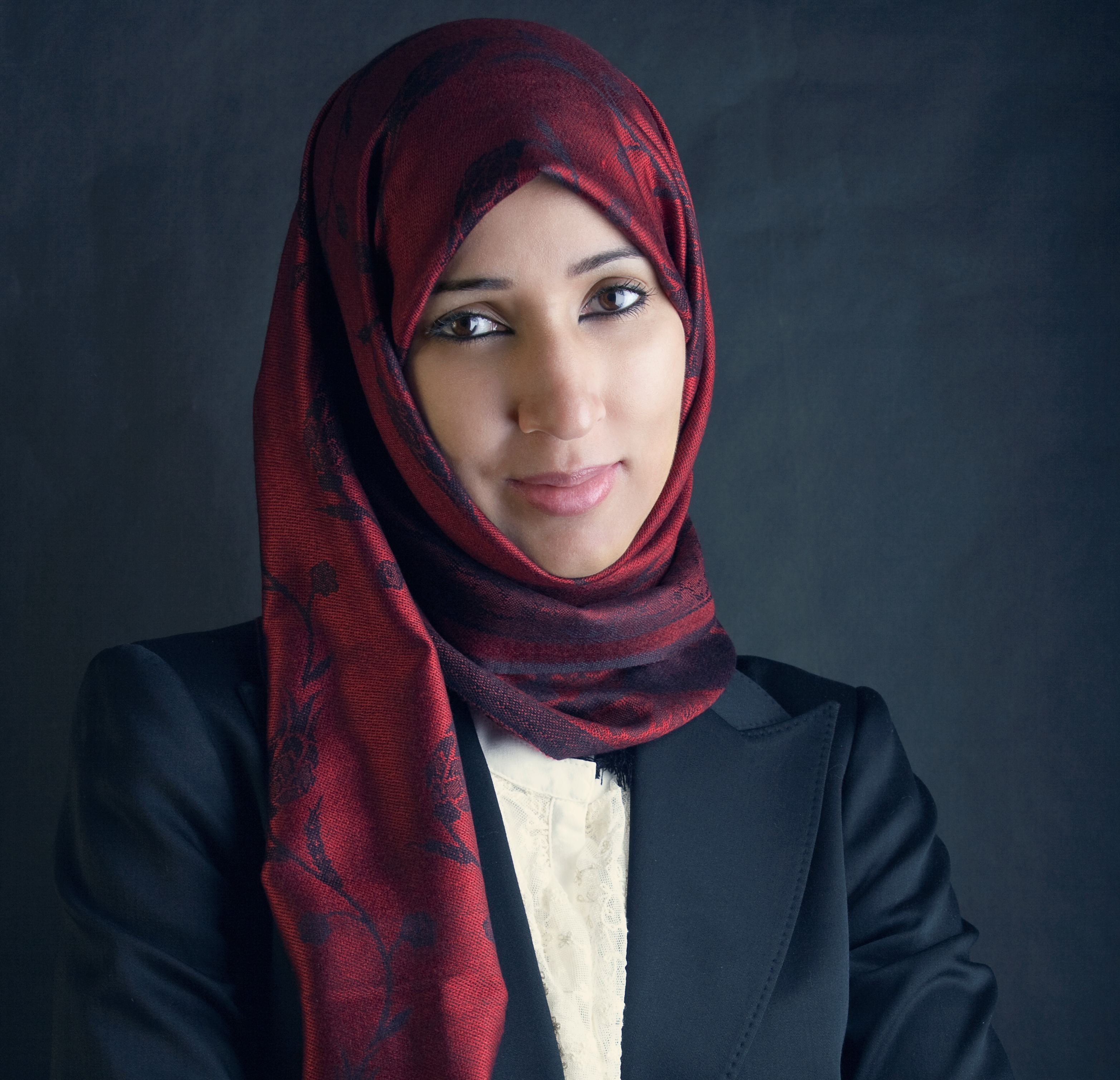
منال شریف از فعالان حقوق رانندگی زنان

#### تحصیلات و آموزش

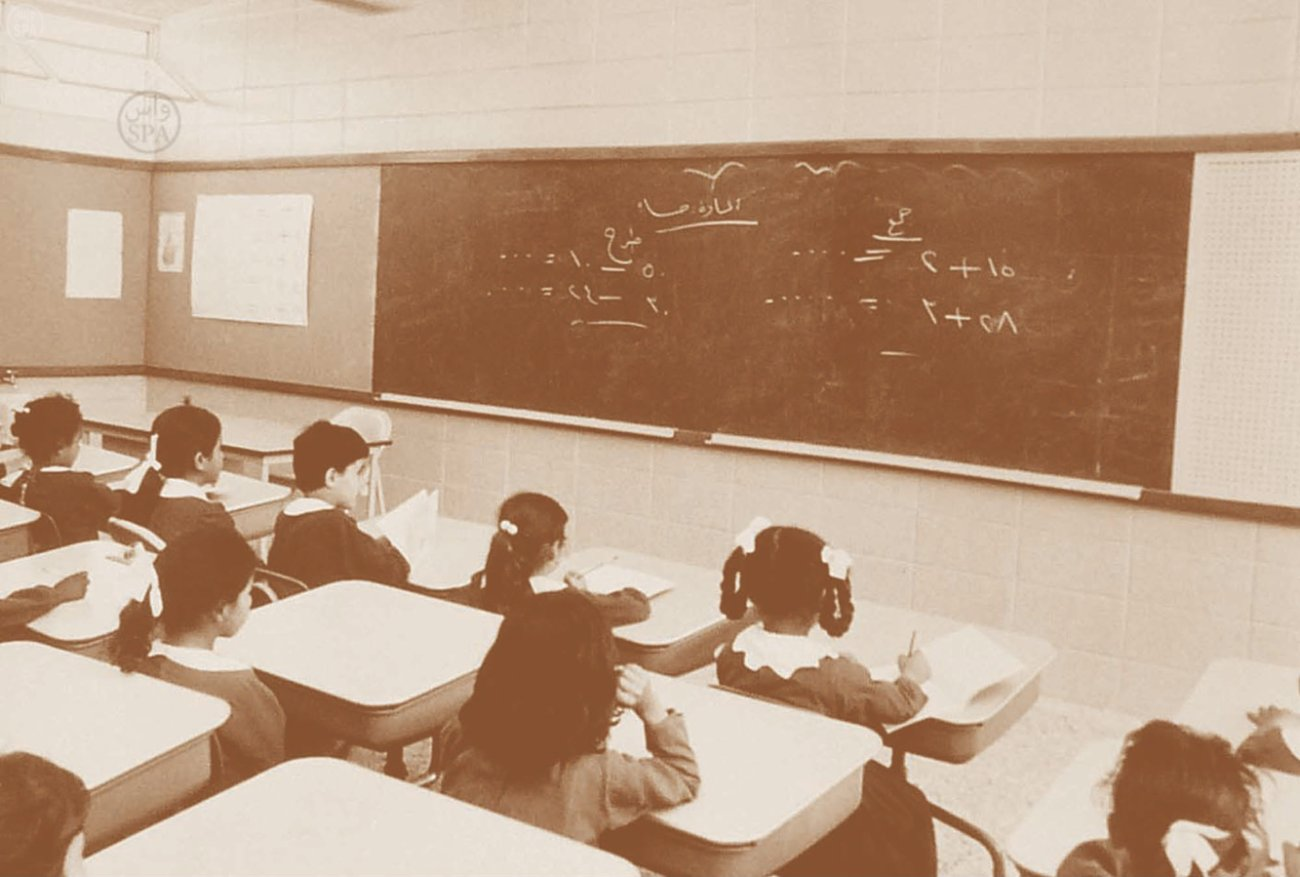
تحصیل دختران در کلاس ریاضی

#### فعالیت‌های سیاسی زنان

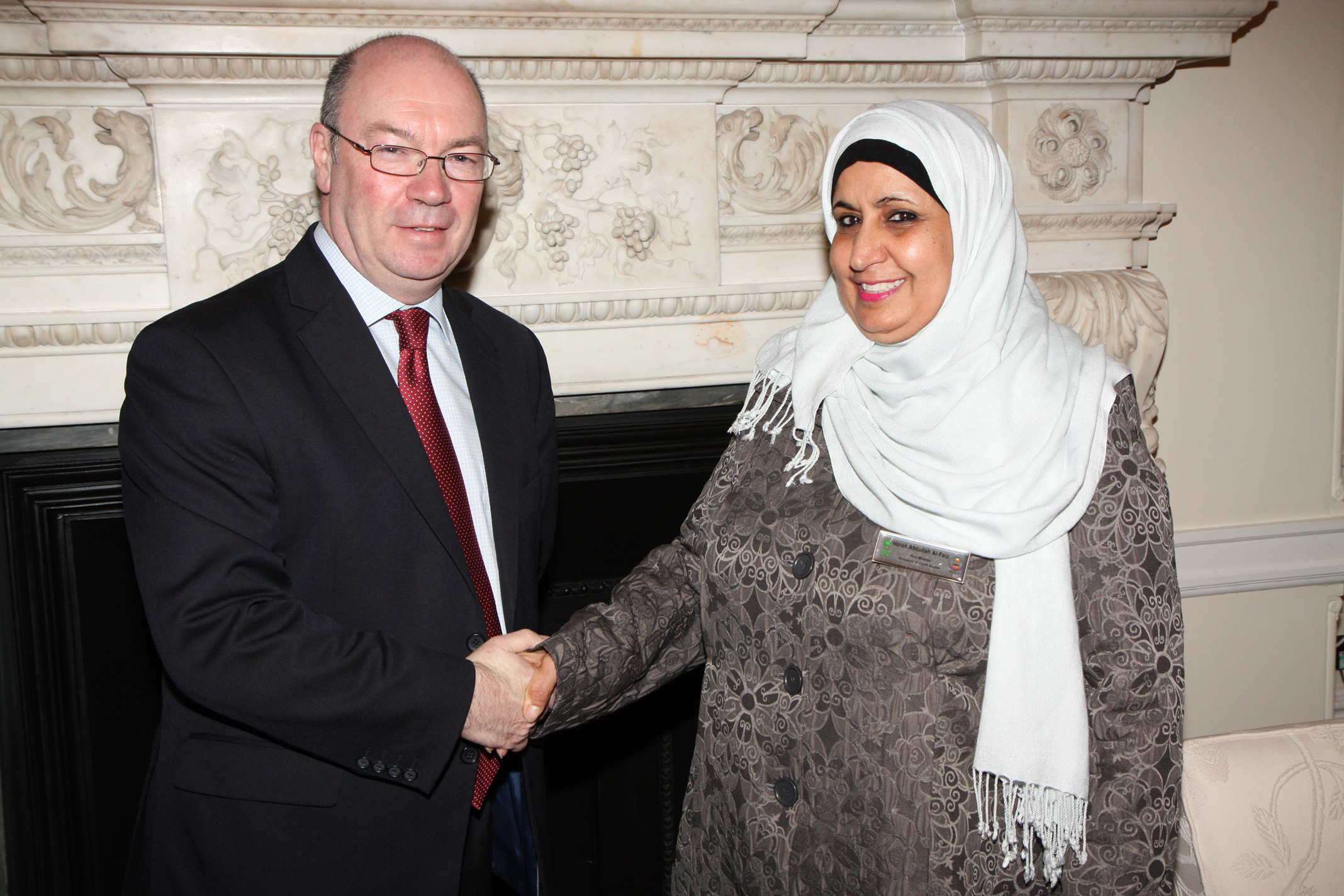
نوره فائزه معاون وزیر آموزش و پرورش و آلیستر برت

#### حق سفر

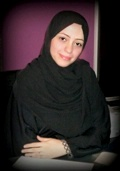
سمر بدوی از زنان تأثیرگذار عربستان سعودی

##### فرهنگ روبنده

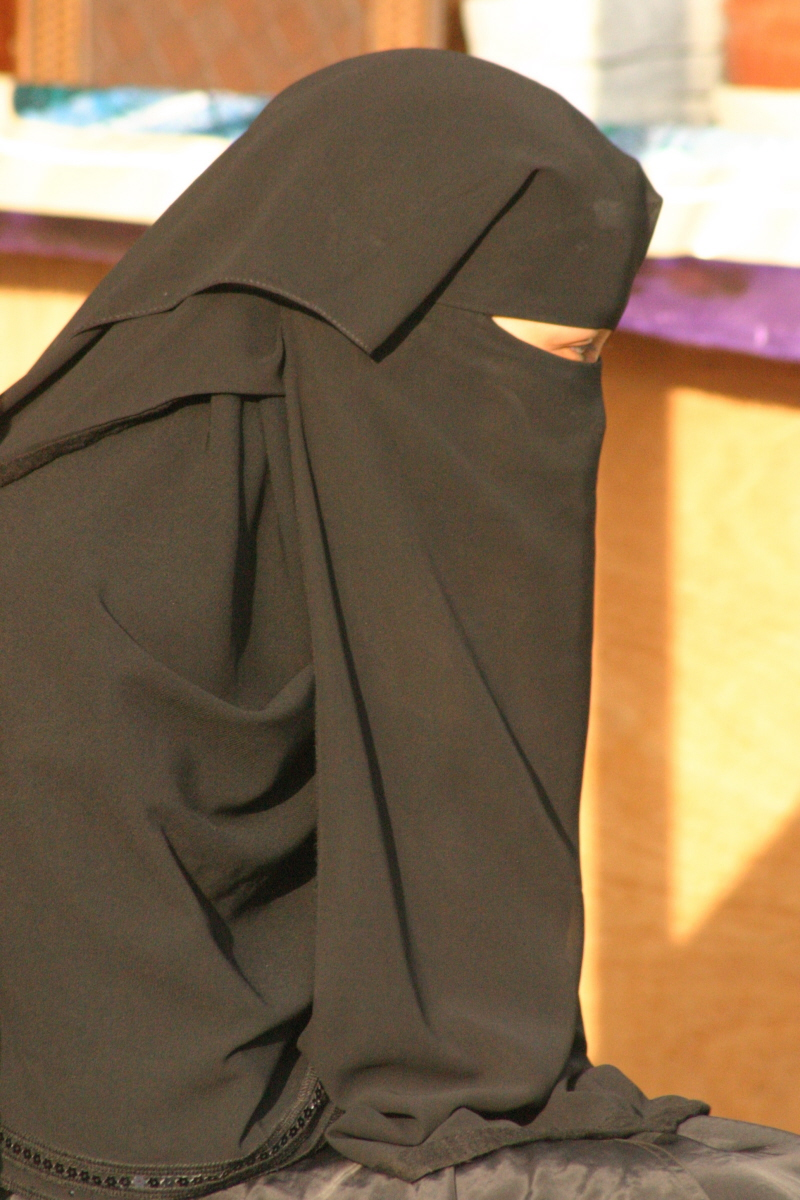
یک زن روبنده‌پوش در عربستان سعودی.

## دین

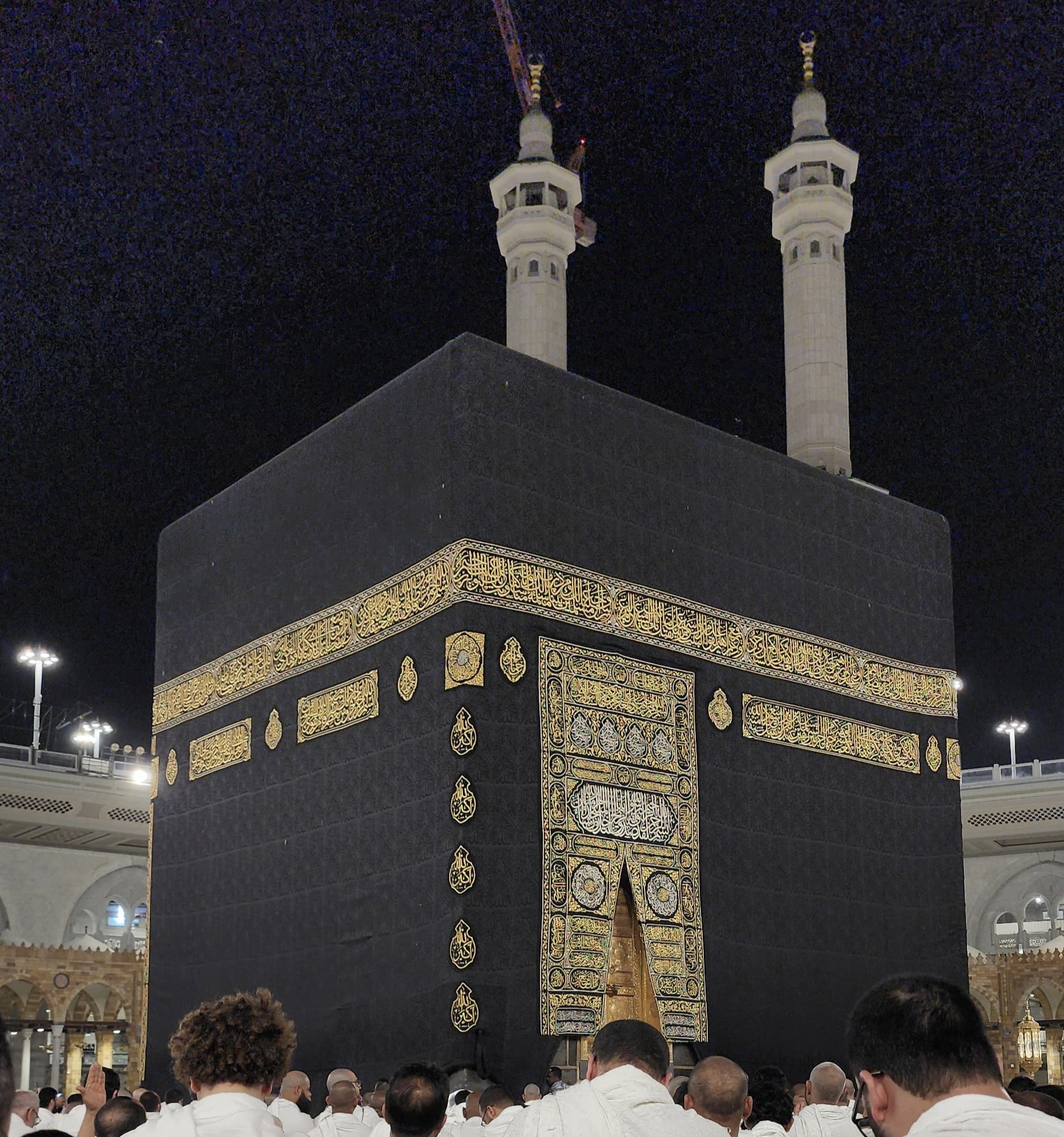
مسجدالحرام بزرگترین مسجد در جهان

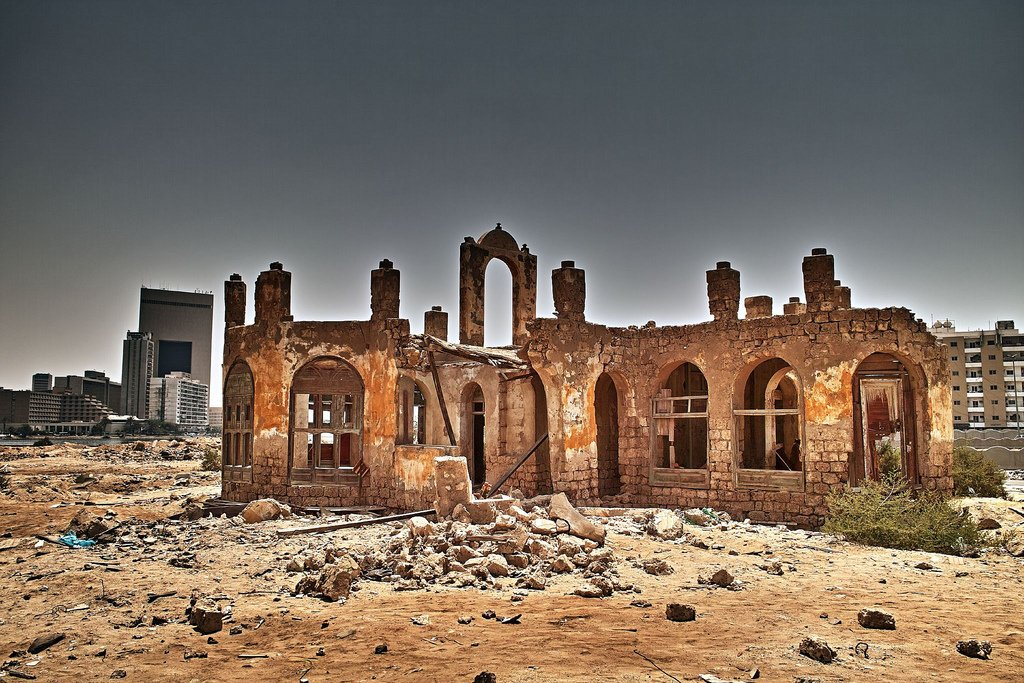
ویرانه‌های کلیسای قدیمی پروتستان هلند در شهر جده